# Angelo Palombo
Angelo Palombo, italijanski nogometaš, * 25. september 1981, Ferentino, Italija.
Sodeloval je na nogometnemu delu poletnih olimpijskih iger leta 2004.